# 베르베르 요리
베르베르 요리(아랍어: المطبخ البربري)는 단일하고 표준화된 요리 체계가 부족하지만 다양한 범위의 전통 요리를 포함하며 북아프리카 전역의 다양한 지역에서 온 다양한 풍미의 영향을 받는다. 일관된 베르베르 요리가 없으며 다양한 영향에 노출되었다. 베르베르족의 식사 선택은 음식의 현지 가용성과 개인 재정에 따라 결정되었다. 베르베르인들은 다른 무슬림들과 동일한 식습관과 위생 요건을 따르다. 켄 알발라(Ken Albala)는 "일반적으로 베르베르로 식사를 설명하는 것은 불가능하다. 기껏해야 베르베르 가족이 다른 지역에서 먹는 음식의 표본일 뿐이다"라고 말했다.
베르베르 요리는 북아프리카와 서아프리카(모리타니) 내에서 지역마다 다르다. 이러한 이유로 모든 요리는 북아프리카의 특정 지역에 따라 독특하고 독특한 정체성과 맛을 가지고 있으며 일부 요리는 천년 이상 된 것으로 추정된다. 미들 아틀라스(Middle Atlas) 주변의 케니프라(Khénifra) 지역의 자야네스(Zayanes)는 놀랍도록 단순한 요리를 제공한다. 주로 옥수수, 보리, 암양유, 염소 치즈, 버터, 꿀, 육류 및 사냥감을 기반으로 한다.

## 같이 보기
- 알제리 요리
- 모로코 요리
- 튀니지 요리
- 리비아 요리
- 모리타니 요리
- 서사하라 요리